# The Deep South
«The Deep South» (укр. «Глибокий Південь») — дванадцята серія другого сезону анімаційного серіалу «Футурама», що вийшла в ефір у Північній Америці 16 квітня 2000 року.
Автор сценарію: Дж. Стюарт Бернс.
Режисер: Брет Гааланд.

## Сюжет
Через бюрократичну помилку Гермес отримує обов'язкову ліцензію на риболовлю. Команда вилітає на кораблі у центр Атлантичного океану і влаштовує пікнік з риболовлею і купанням. Після невдалих спроб спіймати щось, знуджений Бендер згинає парасольку Емі у великий риболовний гачок, наживляє його сендвічем Гермеса і прив'язує до кінця надміцної діамантової линви.
Сідає сонце, і команда збирається повертатися додому. Бендер спробує витягнути свою линву і виявляє, що впіймав велетенського окуня. Риба пірнає в глибину, тягнучи корабель за собою на дно, де зривається з гачка. Всі в кораблі лишаються неушкодженими, проте двигуни не можуть працювати під водою.
У професора Фарнсворта принагідно знаходяться протитискові таблетки, заживши яких Фрай вирушає на пошуки провіанту разом із Бендером і Зойдберґом. Відділившись від групи, Фрай бачить русалку, але ніхто з друзів не вірить йому. Вночі русалка (її ім'я Умбріель) з'являється знов, постукавши в ілюмінатор каюти, виманює Фрая на прогулянку і знайомить із дивами морських глибин. Тим часом Зойдберґ знаходить собі новий дім — велетенську мушлю.
Наступного ранку команда завершує переробку двигунів корабля для повернення додому, аж тут з'ясовується відсутність Фрая. Використовуючи нюх Зойдберґа, друзі вирушають на пошуки і виявляють легендарне загублене місто Атланта, населене русалками і тритонами. Документальний фільм (з коментарями співака Донована) розповідає про те, як у давнину Атланту було перенесено з суходолу в море, щоби збільшити приплив туристів. Місто, яке надмірно розрослося, занурилося під воду. Всі, хто лишився в ньому, швидко еволюціонували у русалок і тритонів, завдяки наявності у воді кофеїну, який витікав зі зруйнованого заводу з виробництва кока-коли.
Погостювавши в Атланті, команда «Міжпланетного експреса» збирається підніматися на поверхню (включно з Зойдберґом, чий новий дім згорів через бендерову сигару), але Фрай вирішує залишитися з Умбріель. Втім, його райдужні перспективи швидко руйнуються, щойно він розуміє, що еволюція унеможливила статеві зносини між людьми та русалками. Фрай тікає, намагаючись наздогнати друзів. Корабель відпливає без нього, але йому вдається вхопитися за риболовний гачок Бендера, прив'язаний до линви. Велетенський окунь повертається і ковтає Фрая живцем, насадивши себе на гачок. На березі Бендера ось-ось мають нагородити за найважчий в історії улов, аж поки з черева окуня не випадає Фрай, від чого вага стає меншою за рекордну. Розлючений Бендер починає душити Фрая, коли з'ясовується, що всередині окуня також оселився доктор Зойдберґ.

## Послідовність дії
- Не зважаючи на те, що вся команда «Міжпланетного експреса» провела день на сонці, лише Емі вдалося засмагнути.
- Вдарений струмом електричного вугра, Бендер вигукує «О-о-о, та-а-ак!» Це є нагадуванням про те, що він вживає електрику як наркотик (див. «Hell Is Other Robots»).

## Пародії, алюзії, цікаві факти
- Ідея серії пародіює легенду про загублену Атлантиду.
- У каюті Бендера і Фрая можна побачити такі речі: вимпел з символікою Марсіанського університету, шолом (схожий на шоломи повстанців з «Зоряних воєн»), в якому Фрай брав участь у битві в серії «When Aliens Attack» і меч, вкрадений Бендером в Алькасара в серії «A Bicyclops Built for Two».
- Ім'я «Умбріель» є алюзією на героїню анімаційного фільму «Русалонька» принцесу Аріель. Умбріель і Аріель — назви двох супутників Урана.
- В сцені, де Атланта занурюється в море, помітно рекламу телеканалу «SeaNN» — пародія на CNN (англ. sea — море).
- Коли Зойдберґ запрошує Фрая, який повідомив усім про своє рішення залишитися під водою, в гості, батько Умбріель заперечно хитає головою. Це є алюзією на антисемітизм, широко розповсюджений у південних штатах до середини XX століття. (Зойдберґ у серіалі зображується як представник єврейської нації).